# إلي جاك خان جونيور
إلي جاك خان جونيور (بالإنجليزية: Ely Jacques Kahn, Jr.)‏ هو صحفي أمريكي، ولد في 4 ديسمبر 1916 في نيويورك في الولايات المتحدة، وتوفي في 28 مايو 1994 في هوليوك في الولايات المتحدة.

## وصلات خارجية
- إلي جاك خان جونيور على موقع قاعدة بيانات برودواي على الإنترنت (الإنجليزية)